# Wilhelm Christoph Hoyer
Wilhelm Christoph Hoyer (* 16. Juli 1826 in Oldenburg (Oldb); † 2. Februar 1897 ebenda) war ein deutscher Fabrikant und Kommunalpolitiker.

## Karriere
Hoyer war der Sohn des oldenburgischen Kaufmanns Christian Hoyer (1794–1865) und seiner ersten Frau Anna geb. Mehrens (1794–1830). Er war damit ein Nachkomme einer dänischen Bauernfamilie, die in der Zeit der Zugehörigkeit Oldenburgs zu Dänemark eingewandert war.
Hoyer trat nach einem zweijährigen Studium der Chemie in Göttingen und Paris 1848 in die Donnerschweer Fabriken für Essig, Schokolade, Stearinkerzen sowie die Bierbrauerei seines Vaters ein. Daneben gehörte er für die Nationalliberale Partei (NLP) von 1869 bis 1884 dem Oldenburgischen Landtag an. Bei den Wahlen zum Reichstag 1881 scheiterte er nur knapp in einer Stichwahl.
In Zweigen der Mineralogie galt Hoyer, der über eine umfangreiche Mineraliensammlung verfügte, als Autorität. Auch durch kaufmännisches Geschick und Weitsicht zeichnete er sich aus. So reorganisierte er als Vorsitzender den von seinem Vater mitgegründete Gewerbe- und Handelsverein von 1840, dem Vorläufer der Oldenburgischen Industrie- und Handelskammer. Unter seiner Verantwortung wurden zwei, in der Öffentlichkeit stark beachtete Gewerbeausstellungen des Vereins 1876 und 1885 ausgerichtet. Durch diesen Erfolg beflügelt, kam er einem in diesem Zusammenhang häufig geäußerten Wunsch nach und rief 1887 in Zusammenarbeit mit dem Handwerkerverein den Oldenburger Kunstgewerbeverein ins Leben, der sich unter seinem Vorsitz gut entwickelte und 1891 die Einweihung des Landesgewerbemuseums feiern konnte. Weiterhin gehörte er dem Literarisch-geselligen Verein Oldenburgs an.
Hoyer verstarb durch einen Unfall, als er bei einer Revision der Fabrikräume unglücklich in einen Ölbottich fiel und ertrank.

## Familie
Hoyer war mit Mathilde geb. Griepenkerl verheiratet. Von seinen sieben Kindern wurde Hans Hoyer (1856–1913) ebenfalls Fabrikant. Seine Enkelin Margarethe Gramberg geb. Hoyer (1895–1968) war eine bekannte oldenburgische Kommunalpolitikerin, Mitglied des Niedersächsischen Landtags und Trägerin des Bundesverdienstkreuzes 1. Klasse.